# Telefunken M 201
| Telefunken M 201              | Telefunken M 201                                    |
| ----------------------------- | --------------------------------------------------- |
|                               |                                                     |
| Magnetophone 200, 201 und 203 |                                                     |
| Hersteller                    | Telefunken                                          |
| Hergestellt in                | Deutschland                                         |
| Serie                         | magnetophon                                         |
| Veröffentlichung              | 1966–1970                                           |
| Neupreis                      | ca. 550 DM                                          |
| Vorgänger                     | magnetophon 200                                     |
| Nachfolger                    | magnetophon 201 TS und magnetophon 203              |
| Technische Daten              |                                                     |
| Farbe                         | Silber/Grau                                         |
| max. Spulendurchmesser        | 18 cm                                               |
| Typ                           | Spulentonband                                       |
| Köpfe                         | 2 (1 × Kombikopf A/W und 1 × Löschkopf)             |
| Bandgeschwindigkeit           | 9,5 cm/s                                            |
| Tonhöhenschwankungen          | 0,2 %                                               |
| Gesamtfrequenzgang            | 60–13000 Hz                                         |
| Ausgangsleistung              | 2,5 W                                               |
| Leistungsaufnahme             | ca. 30 W                                            |
| Konnektivität                 |                                                     |
| Anschlüsse                    | - Mikrofon - Radio/Phono - Kopfhörer - Lautsprecher |
| Abmessungen und Gewicht       |                                                     |
| Maße (H×B×T)                  | 160 mm × 395 mm × 310 mm                            |
| Gewicht                       | ca. 9,5 kg                                          |
| Besonderheiten                |                                                     |
| Bandzählwerk                  |                                                     |

Das magnetophon 201 von Telefunken ist ein Mono-Tonbandgerät aus den 1960er bis 1970er Jahren.

## Versionen
Das magnetophon wurde in drei Versionen hergestellt. Alle drei wiesen unterschiedliche Funktionen auf und wurden somit unterschiedlichen Anforderungen der Nutzer gerecht. Außerdem war es eher für den Privatgebrauch konzipiert und eher einfach gestaltet.

## Technik
Es ist volltransistorisiert und hat die Funktion der Mono-Aufnahme und -Wiedergabe bei einer Bandgeschwindigkeit von 9,5 cm/s. Es bietet durch eine Vierspurfunktion die doppelte Aufnahme- und somit auch Spielzeit – also die doppelte Bandnutzung. Außerdem möglich ist der Parallelbetrieb zweier Spuren. Die maximale Spieldauer je Band beträgt also 12 Stunden.
Es sind Aufbewahrungsfächer bzw. -möglichkeiten für Kabel, Mikrofon und vier Bänder eingebaut. Außerdem ist ein Transport durch die Kofferform einfach, wodurch es nicht nur für den standortgebundenen Gebrauch konzipiert wurde. Zudem war zu jeder Version des magnetophons auch ein Mikrofon lieferbar.